# 奈及利亞聖公會
奈及利亞聖公會（英語：Anglican Church of Nigeria）亦稱為奈及利亞教會、聖公會奈及利亞教省，為聖公宗於奈及利亞所設立之教政體制，行政總部位於該國首都阿布賈，現任主教長為亨利·恩杜庫巴。作為普世聖公宗受洗信徒僅次於英格蘭聖公會的第二大教省，其共轄超過1800萬名信徒成為非洲最大的聖公會教省，佔漠南非洲聖公會信徒數的41.7%。若以活躍信徒計算，奈及利亞聖公會共擁有近2000萬信徒，超越英格蘭聖公會的1700萬信徒數成為信徒數最多之聖公會。自2002年起奈及利亞聖公會已組織起14個教省，並且下轄的教區及主教數量從2002至2013年間已從91個迅速增長為161個。

## 歷史

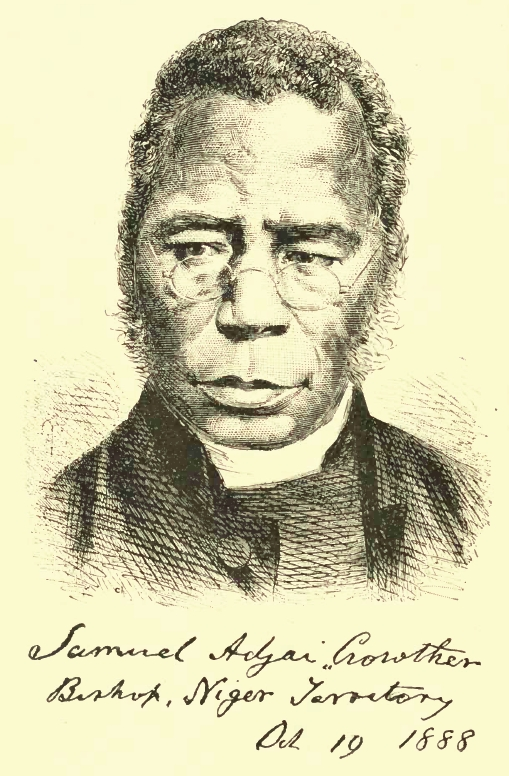
塞繆爾·阿賈伊·克勞瑟主教

基督教最早於15世紀通過葡萄牙傳教士奧古斯丁和卡布欽傳入奈及利亞，並於1842年由亨利·湯森在巴達格里首次執行英格蘭聖公會的任務。1864年，具有約魯巴人和前奴隸背景的塞繆爾·阿賈伊·克勞瑟當選成為尼日主教以及聖公會首位黑人主教；1919年將拉哥斯劃分出新教區。萊斯利·戈登·維寧於1940年成為最後一位具有歐洲血統拉哥斯主教，並於1951年升任新成立之西非教省的首任大主教。
1979年2月24日，奈及利亞的16個教區加入普世聖公宗新成立的奈及利亞教省，時任伊巴丹主教的蒂莫西·奧盧福索耶成為其首任大主教、主教長和都主教，並於1980年至 1988年間創建了八個教區。1986年，約瑟夫·阿比奧登·阿德蒂洛耶繼任為第二任主教長和都主教，並擔任該職位直到1999年。1989年，於奈及利亞新首都阿布賈地區成立了阿布賈教區，並由彼得·阿基諾拉擔任首任主教。
1990年代從Minna、Kafanchan、Katsina、Sokoto、Makurdi、Yola、Maiduguri、Bauchi、Egbado和Ife自治傳教區的主教祝聖開始，奈及利亞教省進入了十年的傳福音期。1993年至1996年間，主教長建立了九個教區：Oke-Osun、Sabongidda-Ora、Okigwe North、Okigwe South、Ikale-Ilaje、Kabba、Nnewi、Egbu和Niger Delta North。1996 年12月，奈及利亞北部增加了五個自治傳教區：Kebbi、Dutse、Damaturu、Jalingo 和 Oturkbo，並選出了他們各自的首批主教。 1997年和1998年又成立了四個教區：Wusasa、Abakaliki、Ughelli 和 Ibadan North。1999年，奈及利亞教省共增加了13個新教區，分別為7月的Oji River、Ideato、南伊巴丹和Oji River，11月的西拉哥斯、西埃基蒂、古紹、貢貝、西尼日三角洲、Gwagwalada、拉菲亞和Bida以及12月的Oleh。在10年內奈及利亞教省創建了27個常規教區和15個傳教教區，進而被坎特伯雷大主教宣布為聖公會中發展最快的教會。

2000年，彼得·阿基諾拉大主教接替阿德蒂洛耶大主教成為奈及利亞聖公會的主教長，他的作為主教長首要行動之一是召集400名主教、神父、平信徒和母親聯盟成員，在奈及利亞前總統歐內斯特·肖內坎的主持下，為奈及利亞教省制定願景：
|  | 奈及利亞教省（聖公會）應為以聖經為基礎、精神充沛、團結一致、紀律嚴明、自力更生、致力於務實的傳福音、社會福利和體現基督真正愛的教會。 原文：The Church of Nigeria (Anglican Communion) shall be; Bible-based, spiritually dynamic, united, disciplined, self supporting, committed to pragmatic evangelism, social welfare and a Church that epitomizes the genuine love of Christ. |

其中行動計劃包括對禮拜儀式進行額外翻譯、建立世俗的募款團隊、神學院和大學，確保所有教區都可以使用互聯網、對傳教士和神父及其妻子進行培訓、建立法律支持以確保宗教和崇拜自由，以及建立社會福利計劃、醫院、中學、掃盲課程和家庭手工業。2005年，作為奈及利亞聖公會願景目標及奧約教會所屬的阿賈伊克勞瑟大學，於1月7日正式獲取奈及利亞私立大學運營的許可證。

## 組織結構

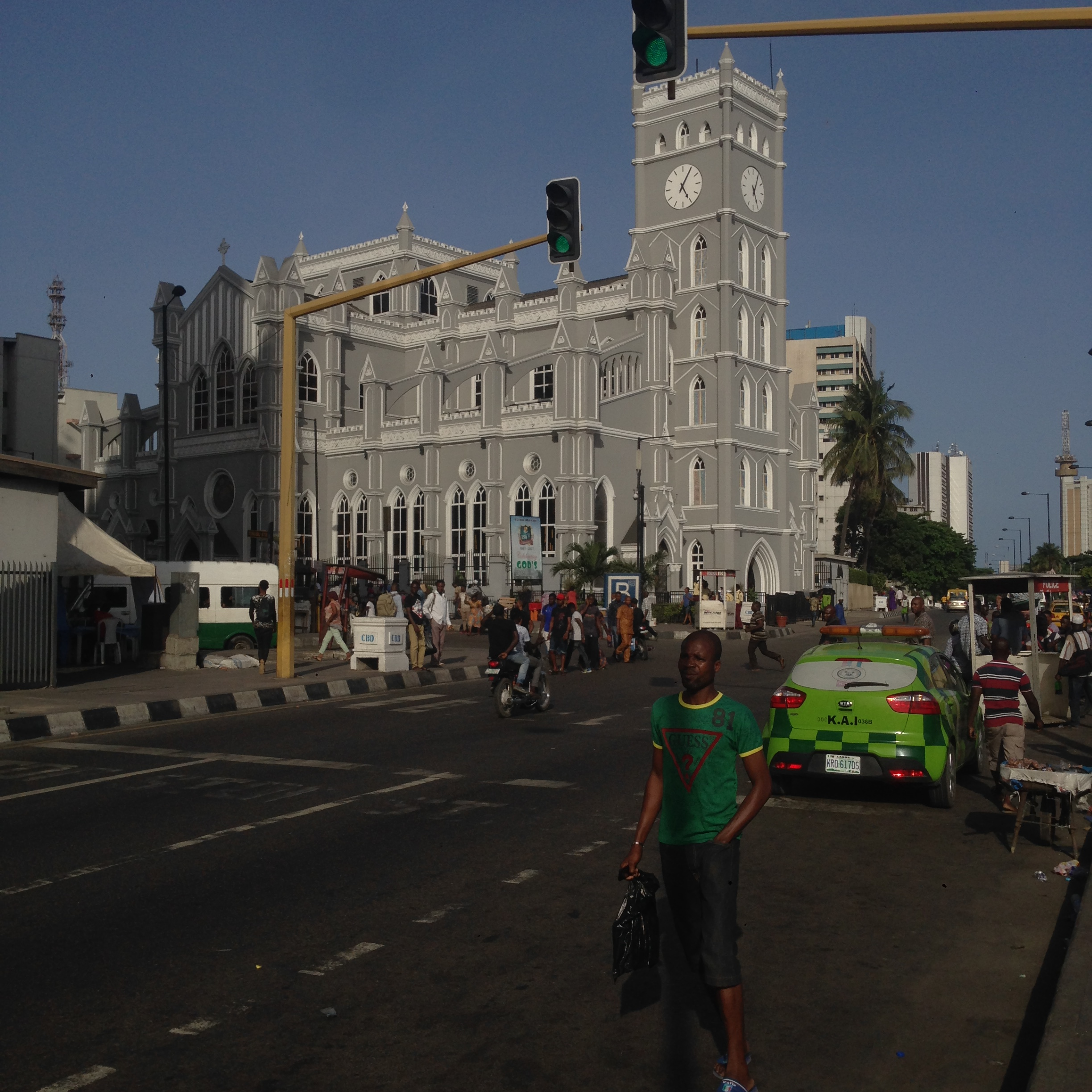
拉各斯基督大教堂

1997年，由於奈及利亞聖公會的迅速擴張，進而成立三個內部教省：
- 第1省由西部教區組成，由約瑟夫·阿比奧登·阿德蒂洛耶（Joseph Abiodun Adetiloye）大主教領導，他身兼全奈及利亞的主教長及都主教。
- 第2省由東部教區組成，由奧韋里主教本傑明·恩萬基蒂（Benjamin Nwankiti）領導並擔任大主教。
- 第3省由北部教區組成，由阿布賈主教彼得·阿基諾拉（Peter Akinola）領導並擔任大主教。[9]

2002 年，奈及利亞聖公會再次重組，這次重組為10個教省
；並且因仍在快速的擴張，截至2012年以共有14位大主教、教省以及161個教區。目前的十四個教省為：
- 阿巴教省（英语：Anglican Province of Aba）－（大主教：艾薩克·恩瓦比亞（英语：Isaac Nwaobia））
- 阿布賈教省（英语：Anglican Province of Abuja）－（大主教：亨利·恩杜庫巴（英语：Henry Ndukuba））
- 班德爾教省（英语：Anglican Province of Bendel）－（大主教：西里爾·奧杜特姆（英语：Cyril Odutemu））
- 埃努古教省（英语：Anglican Province of Enugu）－（大主教：伊曼紐爾·楚庫馬（英语：Emmanuel Chukwuma））
- 伊巴丹教省（英语：Anglican Province of Ibadan）－（大主教：塞貢·奧庫巴德喬（英语：Segun Okubadejo））
- 喬斯教省（英语：Anglican Province of Jos）－（大主教：馬庫斯·易卜拉欣（英语：Markus Ibrahim））
- 卡杜納教省（英语：Anglican Province of Kaduna）－（大主教：阿里·布巴·拉米多（英语：Ali Buba Lamido））
- 夸拉教省（英语：Anglican Province of Kwara）－（大主教：以色列·阿莫（英语：Israel Amoo））
- 拉哥斯教省（英语：Anglican Province of Lagos）－（大主教：邁克爾·法佩（英语：Michael Fape））
- 洛科賈教省（英语：Anglican Province of Lokoja）－（大主教：丹尼爾·阿布巴卡爾·伊薩（英语：Daniel Abubakar Yisa））
- 尼日教省（英语：Anglican Province of the Niger）－（大主教：亞歷山大·奇布佐·伊貝齊姆（英语：Alexander Chibuzo Ibezim））
- 尼日三角洲教省（英语：Anglican Province of Niger Delta）－（大主教：通德·阿德萊耶（英语：Tunde Adeleye））
- 翁多教省（英语：Anglican Province of Ondo）－（大主教：克里斯托弗·塔約·奧莫通德（英语：Christopher Tayo Omotunde））
- 奧韋里教省（英语：Anglican Province of Owerri）－（大主教：大衛·奧諾哈（英语：David Onuoha））

## 主教長

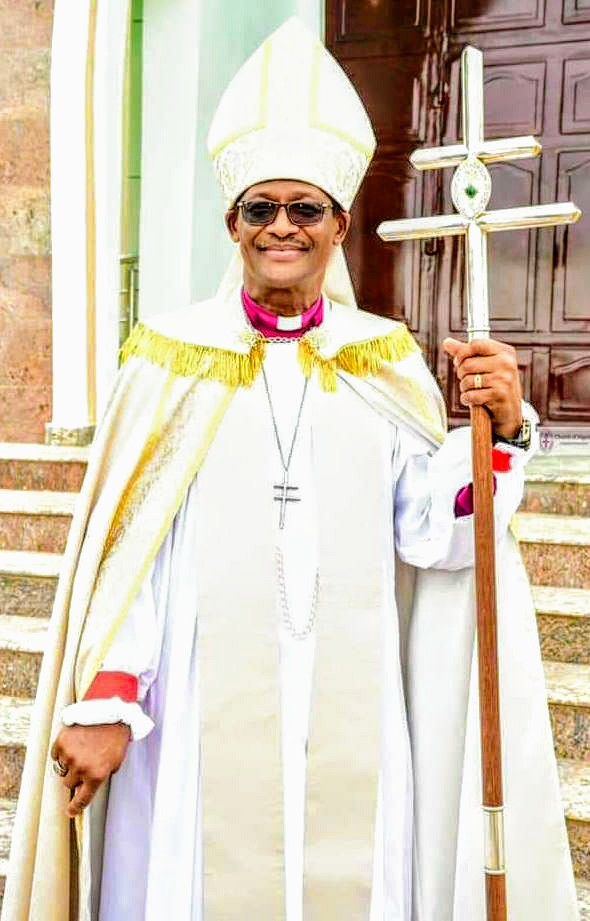
現任主教長亨利·恩杜庫巴

主教長由十四位大主教中選出一人擔任，擁有“奈及利亞主教長”的尊稱，歷任奈及利亞聖公會的主教長為：
| 姓名                       | 任期      |
| -------------------------- | --------- |
| 蒂莫西·奧盧福索耶          | 1979–1986 |
| 約瑟夫·阿比奧登·阿德蒂洛耶 | 1986–1999 |
| 彼得·阿基諾拉              | 2000–2010 |
| 尼古拉斯·奧科              | 2010–2020 |
| 亨利·恩杜庫巴              | 2020-     |

## 會際關係
奈及利亞聖公會不斷反對傾向自由派且接受非獨身同性戀者和非同性戀者獨身神職人員的美國聖公會和加拿大聖公會，這使得前主教長彼得·阿基諾拉成為普世聖公宗保守派中傑出的領袖人物；在基恩·羅賓遜主教受任命於美國聖公會新罕布什爾教區之後，彼得·阿基諾拉威脅這是一項可能分裂聖公會的措施。作為威脅的第一步，奈及利亞聖公會於2003年11月21日宣布與美國聖公會“共融受損”；2005年9月，奈及利亞聖公會修改章程，從該教會的角度重新定義了聖公會，不再是“與坎特伯雷公會共融的省份”，而是“所有持有和維護聖潔、大公和使徒教會的歷史信仰、教義、聖禮和紀律的聖公會教堂、教區和省份”；同樣在2005年，彼得·阿基諾拉大主教批評英格蘭聖公會允許神職人員參與同性民事伴侶關係，並稱“英格蘭聖公會提議‘除了名字之外’一切的民事結合，並且提議從登記的同性戀神職人員那裡獲得承諾，且民事結合禁止性關係是‘完全行不通的’，並且將‘招致欺騙和嘲笑’”。2021年，亨利·恩杜庫巴大主教重申奈及利亞聖公會反對“美國聖公會、加拿大聖公會和英格蘭聖公會……”以及對全球聖公宗前途會議的承諾。
2005年11月12日，奈及利亞聖公會與改革宗主教聖公會和美國教省這兩個來自聖公會但不屬於聖公會且不承認美國聖公會的保守團體簽訂了“協定公約”。2006年10月和12月，維吉尼亞州的幾個聖公會因為對同性戀立場的相歧，進而宣布與美國聖公會停止共融，並通過北美召集聖公會加入了奈及利亞聖公會。奈及利亞聖公會與北美召集聖公會完全共融，該教會成立於2009年6月，作為與自由主義傾向的美國聖公會和加拿大聖公會所區別之保守主義傾向教會。其中大主教尼古拉斯·奧科 (Nicholas Okoh)於2012年8月19日成立之三一教區，為奈及利亞聖公會首個設立的北美召集聖公會教區；目前北美召集聖公會由右牧師朱利安·道布斯所領導。
2013年10月21至26日，第二屆全球聖公宗前途會議於肯亞奈羅比舉行並由大主教尼古拉斯·奧科帶領470名奈及利亞教堂代表團成員前往參與會議
；而2018年6月17日至22日於以色列耶路撒冷舉行的第三屆全球聖公宗前途會議，奈及利亞教堂472名成員的代表團更成為普世聖公宗中規模最大的代表團。

## 女性叙階
原先奈及利亞聖公會不承認女性被任命為司祭或主教，然2010年尼古拉斯·奧科大主教允許在限制範圍內任命女性為執事。

## 普世關係
2009年10月，奈及利亞聖公會領導層對梵蒂岡提議為傳統派普世聖公宗教徒設立個別教長管轄區的提議作出反應，並稱雖然奈及利亞聖公會歡迎普世教會合一運動並與羅馬天主教會進行基督教倫理學的交流，但目前全球聖公宗前途會議的組織結構已經滿足非洲保守派聖公會教徒心靈及教牧上的需要。

## 外部鏈接
- 官方网站